# Rasmus Wranå
Rasmus Wranå, född 15 november 1994 i Solna, är en svensk curlingspelare. Sedan 2016 spelar han tvåa i Lag Edin från Karlstad CK. Tillsammans med laget har Wranå bland annat vunnit tre EM-, fyra VM- och ett OS-Guld. Laget är det enda i curlingens historia att vinna VM-guld fyra år i rad.
Tillsammans med sin syster Isabella Wranå tog han i april 2024 VM-guld i mixeddubbel.